# Marks Tey
Marks Tey är en by och en civil parish i Colchester i Essex i England. Orten har 2 566 invånare (2001).